# Caravansérail de Chah Abbas (Gandja)
Le caravansérail de Chah Abbas est un monument historique à Gandja, en Azerbaïdjan.

## Histoire
Le caravansérail de Chah Abbas a été construit au XVIIe siècle.

## Architecture
Le caravansérail est de forme quadrangulaire. La partie centrale du bâtiment se compose de huit petits balcons en arc, et les côtés ont de grands balcons en arc.